# Neohylus dubius
Neohylus dubius är en skalbaggsart som först beskrevs av Dillon 1945.  Neohylus dubius ingår i släktet Neohylus och familjen långhorningar. Inga underarter finns listade i Catalogue of Life.